# Nacionalno prvenstvo ZDA 1927
Nacionalno prvenstvo ZDA 1927 v tenisu.

## Moški posamično
René Lacoste :  Bill Tilden  11-9 6-3 11-9

## Ženske posamično
Helen Wills Moody :  Betty Nuthall Shoemaker  6-1, 6-4

## Moške dvojice
Bill Tilden /  Frank Hunter ;  Bill Johnston /  R. Norris Williams  10–8, 6–3, 6–3

## Ženske dvojice
Kitty McKane Godfree /  Ermyntrude Harvey ;  Betty Nuthall /  Joan Fry 6–1, 4–6, 6–4

## Mešane dvojice
Eileen Bennett /  Henri Cochet ;  Hazel Hotchkiss Wightman /  René Lacoste 6–2, 0–6, 6–3